# Беломорско-балтички канал

Беломорско-балтички канал (рус. Беломорско-балтийский канал) је морски канал који повезује Бело и Балтичко море. Дугачак је 227 километара што га чини највећим морским каналом на свету. 
Данас канал служи само за лак саобраћај и по њему дневно прође између 10 и 40 бродова. Канал иде од Бјеломорска (на Белом мору) преко језера Вигозеро до језера Оњега. Одатле се наставља реком Свир до језера Ладога, а потом његовом отоком реком Нева до Балтичког мора. Завршава се код града Санкт Петербурга.

## Историја
Канал је отворен 2. августа 1933. године. Градио се годину дана и девет месеци. Стаљин је заповедио да се канал изгради брзо (за 24 месеца) и што јефтиније, тако да је уместо гвожђа коришћено дрво, а уместо обичних радника коришћени су затвореници који су били на казненом раду. Дужина канала је износила 227 километара од чега је 37 km изграђено на стеновитој подлози. За време његове изградње погинуло је око 200.000 затвореника. Изградња овог канала представљена је као први успех Пјатилетке (рус. пятилетка, план петогодишње изградње земље). У стварности канал није био толико добар колико је хваљен. На његовој изградњи радило је и по 107.000 затвореника. Његова дубина је износила само 3,5 метара што је онемогућавало транспорт већих трговачких, као и војних бродова из Балтичког у Бело море и преко њега даље до Пацифика у случају нужде. 
За време Другог светског рата канал је као стратешки важан објекат претрпео разарања. После завршетка рата уништени делови су поправљени и канал је поново постао плован у јулу 1946. године.
Канал је носио Стаљиново име до 6. децембра 1961. године.

## Занимљивости
- По каналу је добила име једна марка руских цигарета - .
- Поред канала се налази споменик посвећен убијеном затворенику.
- Постоји комедија о каналу коју је написао Николај Погодин.